# Slavco Almăjan
Slavco Almăjan (n. 10 martie 1940, Oreșaț, Serbia) este un poet, romancier, eseist, publicist din Voivodina. Absolvent al Facultății de Filozofie din Novi Sad, Almăjan funcționează ca redactor mai întâi la revista Poezia (1969), apoi la revistele Lumina (1976-1981) și Art Plus (1998). Devine redactor-șef la editura Libertatea (1998-1992). Ulterior, este președinte al Societății de Limba Română din Voivodina (1990), președintele Asociației Scriitorilor din Voivodina (1990) și președinte al Centrului pentru Dialog Deschis „Argos” din Novi Sad (2002).

## Opera poetică
- Pantomimă pentru o după-amiază de duminică (1968)
- Bărbatul în stare lichidă (1970)
- Ruine (1970)
- Casa deșertului (1971)
- Trezirea clepsidrei (1973)
- Vara cailor (1974)
- Liman trei (1978)
- Labirintul rotativ (1983)
- Mutația punctului (1986)
- Versiunea posibilă (1987)
- Piticii au uitat să crească (1987)
- Poeme (1988)
- Roata nebună (1989)
- Efectul contrastelor (1989),
- Antistress show (1996)